# Türkiye 2. Futbol Ligi 1995/96
Die Türkiye 2. Futbol Ligi 1995/96 war die 33. Spielzeit der zweithöchsten türkischen Spielklasse im professionellen Männer-Fußball. Sie wurde am 15. August 1995 mit dem 1. Spieltag der Qualifikationsrunde begonnen und am 21. Mai 1995 mit dem 18. und letzten Spieltag der Abstiegsrunde abgeschlossen.
In der Saison 1995/96 wurde die zweithöchste Spielklasse wie in der Vorsaison in drei Etappen ausgetragen. In der 1. Etappe wurde die Liga in eine Qualifikationsrunde (türkisch Kademe Grupları) in fünf Gruppen mit jeweils zehn Mannschaften mit Hin- und Rückspielen gespielt. Nach dem Ende der 1. Etappe wurden die ersten zwei Mannschaften aus allen Gruppen in eine gemeinsame Gruppe, der Aufstiegsrunde (türkisch Yükselme Grubu), aufgenommen, und spielten hier um den Aufstieg in die 1. Lig. Die restlichen Teams in den fünf Gruppen der Qualifikationsrunde spielten in unveränderter Gruppenkonstellation nun in einer Abstiegsrunde (türkisch Düşme Grupları) gegen den Abstieg in die 3. Lig. Sowohl die Aufstiegsrunde als auch die Abstiegsrunde stellten dabei die 2. Etappe dar und wurden mit Hin- und Rückspiel gespielt.
Die Mannschaften auf den ersten zwei Plätzen der Aufstiegsrunde stiegen direkt in die 1. Lig auf und die letzten zwei Mannschaften aller Gruppen der Abstiegsrunde stiegen in die 3. Lig ab. Während die Punkte aus der Qualifikationsrunde nicht in die Aufstiegsrunde mitgenommen wurden, wurden sie in die Abstiegsrunde unverändert mitgezählt. Die 3. Etappe wurde in Form einer Play-off-Runde durchgeführt. Die Mannschaften auf den Plätzen drei bis fünf der Aufstiegsrunde und alle Gruppenersten aller Abstiegsgruppen sollten im K.-o.-System den dritten und letzten Aufsteiger ausspielen.
Die 1. Etappe begann mit dem Saisonstart zum 15. August 1995 und endete zur Winterpause zum 10. Dezember 1995. Die nachfolgende 2. Etappe startete dann zum 14. Januar 1996 und endete am 12. Mai 1996. Die 3. und letzte Etappe, in denen die Play-offs gespielt wurden, wurde von 20. Mai 1996, bis zum 25. Mai 1996 gespielt.
Zu Saisonbeginn waren zu den von der vorherigen Saison verbleibenden 37 Mannschaften die zwei Absteiger aus der 1. Lig Zeytinburnuspor, Petrol Ofisi SK, Adana Demirspor und die zehn Aufsteiger aus der damals drittklassigen 3. Lig Elazığspor, Erzincanspor, Şanlıurfaspor, PTT, Beypazarı Belediyespor, Fethiyespor, Yeni Yozgatspor, Bergamaspor, Lüleburgazspor und Anadolu Hisarı İdman Yurdu hinzugekommen.
Die Saison beendete Çanakkale Dardanelspor als Meister, dies war der erste Aufstieg der Vereinsgeschichte in die höchste türkische Spielklasse. Den Tabellenplatz zwei belegte Sarıyer GK und stieg ebenfalls direkt in die 1. Lig auf. Somit nahm Sarıyer nach zweijähriger Abstinenz wieder am Wettbewerb der 1. Lig teil. Über den Play-off-Sieg erzielte der Erstligaabsteiger Zeytinburnuspor die Teilnahme an der 1. Lig und schaffte damit den direkten Wiederaufstieg. Im Play-off-Finale setzte sich der Verein mit einem 1:0-Sieg gegen Diyarbakırspor durch. Als Absteiger standen zum Saisonende Çorluspor, Lüleburgazspor aus der Gruppe 1, Fethiyespor, Bergamaspor aus der Gruppe 2, Beypazarı Belediyespor, Mersinspor aus der Gruppe 3, Boluspor, Orduspor aus der Gruppe 4 und Petrol Ofisi SK sowie Kahramanmaraşspor aus der Gruppe 5 fest.
Der Verein Mersin Polisgücü Spor Kulübü, kurz Mersin Polisgücü, änderte seinen Namen in Mersinspor Kulübü, kurz Mersinspor, um. Darüber hinaus änderte der Verein Demir Çelik Karabükspor Kulübü, kurz DÇ Karabükspor, seinen Namen in Kardemir Demir Çelik Karabükspor Kulübü, kurz KDÇ Karabükspor, um.
Torschützenkönig der Liga wurde mit 26 Toren Mustafa Kocabey von Çanakkale Dardanelspor.

## Qualifikationsrunde

### Gruppe 1
| Pl. | Verein                        | Sp. | S  | U | N  | Tore    | Diff. | Punkte |
| --- | ----------------------------- | --- | -- | - | -- | ------- | ----- | ------ |
| 1.  | Çanakkale Dardanelspor        | 18  | 12 | 4 | 2  | 037:160 | +21   | 40     |
| 2.  | Sarıyer GK                    | 18  | 10 | 4 | 4  | 031:900 | +22   | 34     |
| 3.  | Anadoluhisarı İdman Yurdu (N) | 18  | 8  | 4 | 6  | 020:150 | +5    | 28     |
| 4.  | Gaziosmanpaşaspor             | 18  | 8  | 4 | 6  | 027:290 | −2    | 28     |
| 5.  | Zeytinburnuspor (A)           | 18  | 7  | 5 | 6  | 028:230 | +5    | 26     |
| 6.  | Çorluspor                     | 18  | 7  | 4 | 7  | 023:250 | −2    | 25     |
| 7.  | Edirnespor                    | 18  | 6  | 4 | 8  | 019:270 | −8    | 22     |
| 8.  | Kartalspor                    | 18  | 6  | 3 | 9  | 026:290 | −3    | 21     |
| 9.  | Bakırköyspor                  | 18  | 4  | 5 | 9  | 025:270 | −2    | 17     |
| 10. | Lüleburgazspor (N)            | 18  | 3  | 1 | 14 | 018:540 | −36   | 10     |

| (A) | Absteiger aus der 1. Lig 1994/95                     |
| (N) | Neuaufsteiger aus der Türkiye 3. Futbol Ligi 1994/95 |

| Gruppe 1                  | Çanakkale Dardanelspor | Sarıyer GK | Anadoluhisarı İdman Yurdu | Gaziosmanpaşaspor | Zeytinburnuspor | Çorluspor | Edirnespor | Kartalspor | Bakırköyspor | Lüleburgazspor |
| ------------------------- | ---------------------- | ---------- | ------------------------- | ----------------- | --------------- | --------- | ---------- | ---------- | ------------ | -------------- |
| Çanakkale Dardanelspor    |                        | 2:1        | 2:0                       | 3:0               | 3:0             | 1:1       | 2:0        | 3:1        | 3:1          | 6:1            |
| Sarıyer GK                | 0:0                    |            | 2:0                       | 3:0               | 4:0             | 3:0       | 5:0        | 2:0        | 1:0          | 4:0            |
| Anadoluhisarı İdman Yurdu | 4:1                    | 1:0        |                           | 1:1               | 0:0             | 1:0       | 2:0        | 1:0        | 3:0          | 3:0            |
| Gaziosmanpaşaspor         | 2:0                    | 2:1        | 0:0                       |                   | 2:2             | 3:1       | 0:0        | 6:3        | 1:0          | 3:4            |
| Zeytinburnuspor           | 0:1                    | 1:0        | 2:3                       | 3:0               |                 | 3:0       | 0:0        | 2:0        | 3:2          | 4:1            |
| Çorluspor                 | 0:0                    | 0:0        | 1:0                       | 3:0               | 2:1             |           | 3:0        | 2:1        | 2:0          | 0:0            |
| Edirnespor                | 1:3                    | 2:2        | 2:0                       | 2:1               | 2:1             | 2:1       |            | 2:1        | 1:1          | 3:0            |
| Kartalspor                | 3:3                    | 1:2        | 2:1                       | 1:2               | 1:1             | 2:0       | 1:0        |            | 3:2          | 4:0            |
| Bakırköyspor              | 0:1                    | 0:0        | 0:0                       | 1:2               | 0:0             | 6:2       | 3:2        | 0:0        |              | 6:2            |
| Lüleburgazspor            | 1:3                    | 0:1        | 2:0                       | 1:2               | 2:5             | 2:5       | 1:0        | 0:2        | 1:3          |                |

### Gruppe 2
| Pl. | Verein            | Sp. | S | U | N  | Tore    | Diff. | Punkte |
| --- | ----------------- | --- | - | - | -- | ------- | ----- | ------ |
| 1.  | Balıkesirspor     | 18  | 9 | 6 | 3  | 029:180 | +11   | 33     |
| 2.  | Göztepe Izmir     | 18  | 8 | 7 | 3  | 025:140 | +11   | 31     |
| 3.  | Aydınspor         | 18  | 8 | 3 | 7  | 024:210 | +3    | 27     |
| 4.  | Yeni Salihlispor  | 18  | 8 | 3 | 7  | 029:270 | +2    | 27     |
| 5.  | Yeni Turgutluspor | 18  | 7 | 5 | 6  | 021:220 | −1    | 26     |
| 6.  | Soma Linyitspor   | 18  | 8 | 2 | 8  | 022:250 | −3    | 26     |
| 7.  | Bucaspor          | 18  | 7 | 4 | 7  | 027:250 | +2    | 25     |
| 8.  | Yeni Afyonspor    | 18  | 6 | 4 | 8  | 020:170 | +3    | 22     |
| 9.  | Fethiyespor (N)   | 18  | 6 | 2 | 10 | 021:350 | −14   | 20     |
| 10. | Bergamaspor (N)   | 18  | 4 | 2 | 12 | 023:370 | −14   | 14     |

| (N) | Neuaufsteiger aus der Türkiye 3. Futbol Ligi 1994/95 |

| Gruppe 2          | Balıkesirspor | Göztepe Izmir | Aydınspor | Yeni Salihlispor | Yeni Turgutluspor | Soma Linyitspor | Bucaspor | Yeni Afyonspor | Fethiyespor | Bergamaspor |
| ----------------- | ------------- | ------------- | --------- | ---------------- | ----------------- | --------------- | -------- | -------------- | ----------- | ----------- |
| Balıkesirspor     |               | 1:0           | 1:1       | 2:1              | 2:1               | 3:1             | 3:0      | 1:1            | 3:0         | 1:0         |
| Göztepe Izmir     | 2:2           |               | 2:0       | 1:0              | 0:0               | 1:0             | 3:0      | 2:1            | 1:0         | 3:0         |
| Aydınspor         | 1:0           | 1:3           |           | 2:0              | 1:2               | 2:1             | 1:1      | 0:1            | 2:0         | 2:1         |
| Yeni Salihlispor  | 1:1           | 2:1           | 1:2       |                  | 2:1               | 1:1             | 2:2      | 3:0            | 2:0         | 2:0         |
| Yeni Turgutluspor | 0:1           | 0:0           | 2:2       | 2:0              |                   | 0:0             | 3:1      | 1:1            | 2:1         | 2:1         |
| Soma Linyitspor   | 2:1           | 4:3           | 0:3       | 1:0              | 3:0               |                 | 1:3      | 1:0            | 1:2         | 3:1         |
| Bucaspor          | 1:2           | 2:2           | 2:0       | 0:1              | 0:1               | 2:0             |          | 1:0            | 5:1         | 3:1         |
| Yeni Afyonspor    | 1:0           | 0:0           | 2:0       | 5:0              | 0:1               | 0:1             | 1:1      |                | 1:2         | 3:0         |
| Fethiyespor       | 1:1           | 1:1           | 0:4       | 2:5              | 4:2               | 2:0             | 1:2      | 2:1            |             | 1:0         |
| Bergamaspor       | 4:4           | 0:0           | 2:0       | 4:6              | 3:1               | 1:2             | 2:1      | 1:2            | 2:1         |             |

### Gruppe 3
| Pl. | Verein                     | Sp. | S  | U | N | Tore    | Diff. | Punkte |
| --- | -------------------------- | --- | -- | - | - | ------- | ----- | ------ |
| 1.  | Mersin İdman Yurdu         | 18  | 12 | 4 | 2 | 031:170 | +14   | 40     |
| 2.  | Konyaspor                  | 18  | 11 | 1 | 6 | 028:170 | +11   | 34     |
| 3.  | Adanaspor                  | 18  | 9  | 2 | 7 | 030:230 | +7    | 29     |
| 4.  | Kemerspor                  | 18  | 8  | 4 | 6 | 028:210 | +7    | 28     |
| 5.  | Yeni Yozgatspor (N)        | 18  | 7  | 5 | 6 | 020:220 | −2    | 26     |
| 6.  | Alanyaspor                 | 18  | 6  | 4 | 8 | 021:250 | −4    | 22     |
| 7.  | Şekerspor                  | 18  | 6  | 3 | 9 | 018:200 | −2    | 21     |
| 8.  | Adana Demirspor (A)        | 18  | 4  | 6 | 8 | 023:230 | ±0    | 18     |
| 9.  | Beypazarı Belediyespor (N) | 18  | 3  | 8 | 7 | 012:200 | −8    | 17     |
| 10. | Mersinspor                 | 18  | 2  | 7 | 9 | 012:350 | −23   | 13     |

| (A) | Absteiger aus der 1. Lig 1994/95                     |
| (N) | Neuaufsteiger aus der Türkiye 3. Futbol Ligi 1994/95 |

| Gruppe 3               | Mersin İdman Yurdu | Konyaspor | Adanaspor | Kemerspor | Yeni Yozgatspor | Alanyaspor | Şekerspor | Adana Demirspor | Beypazarı Belediyespor | Mersinspor |
| ---------------------- | ------------------ | --------- | --------- | --------- | --------------- | ---------- | --------- | --------------- | ---------------------- | ---------- |
| Mersin İdman Yurdu     |                    | 2:1       | 3:2       | 2:0       | 2:1             | 3:1        | 2:1       | 2:1             | 1:0                    | 3:2        |
| Konyaspor              | 1:3                |           | 3:1       | 1:0       | 3:1             | 1:0        | 3:0       | 1:0             | 4:0                    | 3:0        |
| Adanaspor              | 1:2                | 2:1       |           | 2:0       | 3:2             | 4:1        | 1:0       | 2:0             | 2:2                    | 5:0        |
| Kemerspor              | 2:1                | 3:0       | 1:0       |           | 3:1             | 1:1        | 3:0       | 2:1             | 3:1                    | 3:1        |
| Yeni Yozgatspor        | 1:0                | 1:0       | 1:3       | 1:1       |                 | 1:0        | 2:1       | 0:0             | 1:0                    | 1:1        |
| Alanyaspor             | 1:3                | 2:0       | 1:0       | 2:2       | 1:2             |            | 1:0       | 3:0             | 1:1                    | 3:0        |
| Şekerspor              | 1:1                | 0:1       | 1:0       | 2:1       | 3:0             | 0:1        |           | 1:2             | 2:0                    | 4:1        |
| Adana Demirspor        | 0:0                | 2:3       | 5:1       | 1:1       | 1:1             | 5:1        | 1:2       |                 | 2:0                    | 0:1        |
| Beypazarı Belediyespor | 0:0                | 0:0       | 0:1       | 3:2       | 0:0             | 1:0        | 0:0       | 0:0             |                        | 3:0        |
| Mersinspor             | 1:1                | 0:2       | 0:0       | 1:0       | 0:3             | 1:1        | 0:0       | 2:2             | 1:1                    |            |

### Gruppe 4
| Pl. | Verein           | Sp. | S  | U | N | Tore    | Diff. | Punkte |
| --- | ---------------- | --- | -- | - | - | ------- | ----- | ------ |
| 1.  | Sakaryaspor      | 18  | 11 | 5 | 2 | 035:160 | +19   | 38     |
| 2.  | KDÇ Karabükspor  | 18  | 11 | 5 | 2 | 032:140 | +18   | 38     |
| 3.  | Zonguldakspor    | 18  | 6  | 7 | 5 | 020:220 | −2    | 25     |
| 4.  | Çorumspor        | 18  | 6  | 4 | 8 | 025:260 | −1    | 22     |
| 5.  | Çaykur Rizespor  | 18  | 5  | 7 | 6 | 019:280 | −9    | 22     |
| 6.  | Boluspor         | 18  | 5  | 5 | 8 | 027:240 | +3    | 20     |
| 7.  | Erzurumspor      | 18  | 4  | 8 | 6 | 023:230 | ±0    | 20     |
| 8.  | Orduspor         | 18  | 5  | 5 | 8 | 022:300 | −8    | 20     |
| 9.  | Erzincanspor (N) | 18  | 4  | 7 | 7 | 021:310 | −10   | 19     |
| 10. | Düzcespor        | 18  | 3  | 7 | 8 | 020:300 | −10   | 16     |

| (N) | Neuaufsteiger aus der Türkiye 3. Futbol Ligi 1994/95 |

| Gruppe 4        | Sakaryaspor | KDÇ Karabükspor | Zonguldakspor | Çorumspor | Çaykur Rizespor | Boluspor | Erzurumspor | Orduspor | Erzincanspor | Düzcespor |
| --------------- | ----------- | --------------- | ------------- | --------- | --------------- | -------- | ----------- | -------- | ------------ | --------- |
| Sakaryaspor     |             | 1:0             | 3:0           | 1:1       | 4:1             | 3:2      | 2:0         | 3:2      | 4:0          | 4:1       |
| KDÇ Karabükspor | 1:1         |                 | 1:1           | 1:0       | 2:2             | 1:3      | 2:1         | 3:0      | 1:0          | 1:1       |
| Zonguldakspor   | 0:1         | 2:2             |               | 1:1       | 1:1             | 1:0      | 0:0         | 1:0      | 2:0          | 1:0       |
| Çorumspor       | 2:1         | 1:3             | 2:0           |           | 1:2             | 2:1      | 2:0         | 0:1      | 2:2          | 3:0       |
| Çaykur Rizespor | 0:0         | 0:1             | 0:2           | 3:0       |                 | 0:0      | 1:1         | 2:1      | 1:0          | 0:0       |
| Boluspor        | 0:1         | 0:1             | 2:1           | 2:2       | 6:0             |          | 0:1         | 1:3      | 1:1          | 0:2       |
| Erzurumspor     | 1:1         | 0:1             | 3:0           | 1:3       | 5:2             | 2:2      |             | 4:1      | 0:0          | 1:1       |
| Orduspor        | 1:1         | 0:3             | 2:3           | 2:1       | 1:0             | 1:1      | 2:2         |          | 4:4          | 1:0       |
| Erzincanspor    | 3:2         | 0:4             | 1:1           | 3:1       | 1:1             | 1:3      | 2:0         | 1:0      |              | 1:1       |
| Düzcespor       | 1:2         | 1:4             | 3:3           | 2:1       | 2:3             | 1:3      | 1:1         | 0:0      | 3:1          |           |

### Gruppe 5
| Pl. | Verein                   | Sp. | S  | U | N  | Tore    | Diff. | Punkte |
| --- | ------------------------ | --- | -- | - | -- | ------- | ----- | ------ |
| 1.  | Diyarbakırspor           | 18  | 12 | 3 | 3  | 036:160 | +20   | 39     |
| 2.  | Siirt Köy Hizmetleri YSE | 18  | 11 | 4 | 3  | 034:180 | +16   | 37     |
| 3.  | Elazığspor (N)           | 18  | 11 | 3 | 4  | 028:170 | +11   | 36     |
| 4.  | Malatyaspor              | 18  | 10 | 3 | 5  | 028:170 | +11   | 33     |
| 5.  | Şanlıurfaspor (N)        | 18  | 10 | 2 | 6  | 031:290 | +2    | 32     |
| 6.  | PTT SK (N)               | 18  | 7  | 1 | 10 | 036:340 | +2    | 22     |
| 7.  | Hatayspor                | 18  | 6  | 4 | 8  | 021:270 | −6    | 22     |
| 8.  | Adıyamanspor             | 18  | 5  | 3 | 10 | 018:230 | −5    | 18     |
| 9.  | Kahramanmaraşspor        | 18  | 1  | 5 | 12 | 014:390 | −25   | 08     |
| 10. | Petrol Ofisi SK (A)      | 18  | 1  | 4 | 13 | 014:400 | −26   | 07     |

| (A) | Absteiger aus der 1. Lig 1994/95                     |
| (N) | Neuaufsteiger aus der Türkiye 3. Futbol Ligi 1994/95 |

| Gruppe 5                 | Diyarbakırspor | Siirt Köy Hizmetleri YSE | Elazığspor | Malatyaspor | Şanlıurfaspor | PTT SK | Hatayspor | Adıyamanspor | Kahramanmaraşspor | Petrol Ofisi SK |
| ------------------------ | -------------- | ------------------------ | ---------- | ----------- | ------------- | ------ | --------- | ------------ | ----------------- | --------------- |
| Diyarbakırspor           |                | 3:0                      | 2:2        | 1:0         | 3:3           | 4:0    | 4:0       | 3:1          | 3:1               | 2:1             |
| Siirt Köy Hizmetleri YSE | 0:1            |                          | 2:1        | 3:2         | 5:1           | 3:1    | 5:0       | 2:0          | 2:0               | 2:1             |
| Elazığspor               | 1:0            | 1:1                      |            | 4:1         | 3:1           | 2:0    | 2:0       | 2:0          | 1:0               | 1:1             |
| Malatyaspor              | 1:2            | 0:1                      | 3:0        |             | 2:0           | 2:1    | 2:0       | 1:0          | 2:0               | 3:0             |
| Şanlıurfaspor            | 1:0            | 3:2                      | 1:2        | 1:3         |               | 5:2    | 1:0       | 2:1          | 2:0               | 3:1             |
| PTT SK                   | 1:2            | 1:1                      | 2:1        | 2:3         | 1:2           |        | 5:4       | 0:1          | 4:1               | 2:1             |
| Hatayspor                | 1:0            | 1:1                      | 1:0        | 1:1         | 0:1           | 0:2    |           | 1:0          | 1:1               | 3:1             |
| Adıyamanspor             | 1:2            | 1:1                      | 0:1        | 1:2         | 2:0           | 1:0    | 0:0       |              | 2:2               | 3:1             |
| Kahramanmaraşspor        | 1:3            | 1:2                      | 2:3        | 0:0         | 1:1           | 0:5    | 0:4       | 1:3          |                   | 2:0             |
| Petrol Ofisi SK          | 1:1            | 0:1                      | 0:1        | 0:0         | 1:3           | 1:7    | 1:4       | 2:1          | 1:1               |                 |

## Aufstiegsrunde
| Pl. | Verein                   | Sp. | S  | U | N  | Tore    | Diff. | Punkte |
| --- | ------------------------ | --- | -- | - | -- | ------- | ----- | ------ |
| 1.  | Çanakkale Dardanelspor   | 18  | 10 | 4 | 4  | 023:130 | +10   | 34     |
| 2.  | Sarıyer GK               | 18  | 8  | 9 | 1  | 029:170 | +12   | 33     |
| 3.  | KDÇ Karabükspor          | 18  | 9  | 5 | 4  | 029:150 | +14   | 32     |
| 4.  | Balıkesirspor            | 18  | 8  | 4 | 6  | 026:230 | +3    | 28     |
| 5.  | Diyarbakırspor           | 18  | 7  | 5 | 6  | 024:260 | −2    | 26     |
| 6.  | Sakaryaspor              | 18  | 6  | 5 | 7  | 022:210 | +1    | 23     |
| 7.  | Göztepe Izmir            | 18  | 7  | 1 | 10 | 020:260 | −6    | 22     |
| 8.  | Mersin İdman Yurdu       | 18  | 5  | 3 | 10 | 015:230 | −8    | 18     |
| 9.  | Siirt Köy Hizmetleri YSE | 18  | 3  | 7 | 8  | 015:220 | −7    | 16     |
| 10. | Konyaspor                | 18  | 4  | 3 | 11 | 014:310 | −17   | 15     |

| Aufstiegsrunde           | Çanakkale Dardanelspor | Sarıyer GK | KDÇ Karabükspor | Balıkesirspor | Diyarbakırspor | Sakaryaspor | Göztepe Izmir | Mersin İdman Yurdu | Siirt Köy Hizmetleri YSE | Konyaspor |
| ------------------------ | ---------------------- | ---------- | --------------- | ------------- | -------------- | ----------- | ------------- | ------------------ | ------------------------ | --------- |
| Çanakkale Dardanelspor   |                        | 1:3        | 0:0             | 2:0           | 1:0            | 2:1         | 2:0           | 0:0                | 3:1                      | 2:0       |
| Sarıyer GK               | 1:1                    |            | 3:1             | 1:1           | 1:1            | 2:0         | 2:0           | 1:1                | 1:1                      | 2:2       |
| KDÇ Karabükspor          | 3:1                    | 1:1        |                 | 0:0           | 3:1            | 2:1         | 3:0           | 4:0                | 2:0                      | 2:0       |
| Balıkesirspor            | 0:1                    | 0:1        | 2:0             |               | 2:1            | 1:0         | 1:0           | 1:0                | 1:1                      | 5:0       |
| Diyarbakırspor           | 1:0                    | 2:4        | 1:0             | 5:3           |                | 2:1         | 0:0           | 2:1                | 1:0                      | 3:1       |
| Sakaryaspor              | 0:1                    | 1:1        | 2:2             | 3:1           | 1:1            |             | 2:1           | 2:1                | 1:1                      | 3:0       |
| Göztepe Izmir            | 3:2                    | 3:2        | 2:4             | 3:0           | 2:0            | 0:1         |               | 1:0                | 2:0                      | 3:2       |
| Mersin İdman Yurdu       | 0:3                    | 0:1        | 0:2             | 2:3           | 3:0            | 2:2         | 1:0           |                    | 2:0                      | 1:0       |
| Siirt Köy Hizmetleri YSE | 0:1                    | 1:1        | 0:0             | 2:2           | 1:1            | 0:1         | 3:0           | 1:0                |                          | 3:1       |
| Konyaspor                | 0:0                    | 0:1        | 1:0             | 1:3           | 2:2            | 1:0         | 1:0           | 0:1                | 2:0                      |           |

## Abstiegsrunde
Die Ergebnisse aus der Qualifikationsrunde wurden mit eingerechnet.

### Gruppe 1
| Pl. | Verein                        | Sp. | S  | U  | N  | Tore    | Diff. | Punkte |
| --- | ----------------------------- | --- | -- | -- | -- | ------- | ----- | ------ |
| 1.  | Zeytinburnuspor (A)           | 32  | 16 | 8  | 8  | 054:370 | +17   | 56     |
| 2.  | Gaziosmanpaşaspor             | 32  | 15 | 7  | 10 | 052:450 | +7    | 52     |
| 3.  | Anadoluhisarı İdman Yurdu (N) | 32  | 12 | 12 | 8  | 036:290 | +7    | 48     |
| 4.  | Kartalspor                    | 32  | 12 | 8  | 12 | 052:440 | +8    | 44     |
| 5.  | Bakırköyspor                  | 32  | 10 | 8  | 14 | 049:420 | +7    | 38     |
| 6.  | Edirnespor                    | 32  | 8  | 13 | 11 | 038:400 | −2    | 37     |
| 7.  | Çorluspor                     | 32  | 9  | 10 | 13 | 035:470 | −12   | 37     |
| 8.  | Lüleburgazspor (N)            | 32  | 3  | 4  | 25 | 026:101 | −75   | 13     |

| (A) | Absteiger aus der 1. Lig 1994/95                     |
| (N) | Neuaufsteiger aus der Türkiye 3. Futbol Ligi 1994/95 |

| Gruppe 1                  | Zeytinburnuspor | Gaziosmanpaşaspor | Anadoluhisarı İdman Yurdu | Kartalspor | Bakırköyspor | Edirnespor | Çorluspor | Lüleburgazspor |
| ------------------------- | --------------- | ----------------- | ------------------------- | ---------- | ------------ | ---------- | --------- | -------------- |
| Çanakkale Dardanelspor    |                 | 4:2               | 0:0                       | 3:1        | 2:1          | 2:1        | 4:1       | 3:1            |
| Gaziosmanpaşaspor         | 1:2             |                   | 2:1                       | 0:2        | 2:0          | 1:0        | 2:1       | 4:1            |
| Anadoluhisarı İdman Yurdu | 2:1             | 0:0               |                           | 0:0        | 2:1          | 0:0        | 2:1       | 2:2            |
| Kartalspor                | 1:2             | 3:2               | 1:2                       |            | 3:2          | 2:2        | 3:0       | 1:0            |
| Bakırköyspor              | 2:1             | 1:1               | 2:1                       | 0:0        |              | 1:1        | 2:0       | 8:0            |
| Edirnespor                | 0:0             | 0:0               | 2:2                       | 1:1        | 0:1          |            | 1:1       | 5:0            |
| Çorluspor                 | 0:0             | 0:2               | 2:2                       | 0:0        | 2:1          | 2:2        |           | 1:0            |
| Lüleburgazspor            | 1:2             | 1:6               | 0:0                       | 1:8        | 0:2          | 0:4        | 1:1       |                |

### Gruppe 2
| Pl. | Verein            | Sp. | S  | U  | N  | Tore    | Diff. | Punkte |
| --- | ----------------- | --- | -- | -- | -- | ------- | ----- | ------ |
| 1.  | Yeni Salihlispor  | 32  | 17 | 6  | 9  | 049:360 | +13   | 57     |
| 2.  | Bucaspor          | 32  | 13 | 11 | 8  | 050:390 | +11   | 50     |
| 3.  | Yeni Afyonspor    | 32  | 12 | 9  | 11 | 032:250 | +7    | 45     |
| 4.  | Aydınspor         | 32  | 13 | 4  | 15 | 044:430 | +1    | 43     |
| 5.  | Soma Linyitspor   | 32  | 12 | 4  | 16 | 035:430 | −8    | 40     |
| 6.  | Yeni Turgutluspor | 32  | 10 | 9  | 13 | 030:380 | −8    | 39     |
| 7.  | Fethiyespor (N)   | 32  | 12 | 3  | 17 | 034:530 | −19   | 39     |
| 8.  | Bergamaspor (N)   | 32  | 8  | 5  | 19 | 039:580 | −19   | 29     |

| (N) | Neuaufsteiger aus der Türkiye 3. Futbol Ligi 1994/95 |

| Gruppe 2          | Yeni Salihlispor | Bucaspor | Yeni Afyonspor | Aydınspor | Soma Linyitspor | Yeni Turgutluspor | Fethiyespor | Bergamaspor |
| ----------------- | ---------------- | -------- | -------------- | --------- | --------------- | ----------------- | ----------- | ----------- |
| Yeni Salihlispor  |                  | 1:0      | 1:2            | 3:2       | 1:0             | 2:0               | 2:0         | 1:0         |
| Bucaspor          | 1:1              |          | 1:0            | 1:1       | 3:0             | 4:3               | 0:0         | 4:2         |
| Yeni Afyonspor    | 1:1              | 0:0      |                | 1:0       | 0:0             | 1:1               | 3:1         | 0:0         |
| Aydınspor         | 2:0              | 1:3      | 0:2            |           | 3:0             | 1:0               | 3:1         | 2:3         |
| Soma Linyitspor   | 1:2              | 1:1      | 0:1            | 4:1       |                 | 2:0               | 0:1         | 2:0         |
| Yeni Turgutluspor | 0:0              | 0:0      | 1:0            | 2:0       | 0:2             |                   | 1:0         | 0:0         |
| Fethiyespor       | 0:3              | 2:3      | 2:0            | 1:0       | 2:1             | 1:0               |             | 1:0         |
| Bergamaspor       | 0:2              | 2:2      | 0:1            | 1:4       | 3:0             | 3:1               | 2:1         |             |

### Gruppe 3
| Pl. | Verein                     | Sp. | S  | U  | N  | Tore    | Diff. | Punkte |
| --- | -------------------------- | --- | -- | -- | -- | ------- | ----- | ------ |
| 1.  | Kemerspor                  | 32  | 17 | 7  | 8  | 050:330 | +17   | 58     |
| 2.  | Adanaspor                  | 32  | 17 | 3  | 12 | 047:360 | +11   | 54     |
| 3.  | Şekerspor                  | 32  | 14 | 5  | 13 | 035:320 | +3    | 47     |
| 4.  | Adana Demirspor (A)        | 32  | 10 | 9  | 13 | 037:330 | +4    | 39     |
| 5.  | Yeni Yozgatspor (N)        | 32  | 9  | 12 | 11 | 028:360 | −8    | 39     |
| 6.  | Alanyaspor                 | 32  | 10 | 7  | 15 | 036:460 | −10   | 37     |
| 7.  | Beypazarı Belediyespor (N) | 32  | 7  | 12 | 13 | 024:350 | −11   | 33     |
| 8.  | Mersinspor                 | 32  | 4  | 10 | 18 | 024:550 | −31   | 22     |

| (A) | Absteiger aus der 1. Lig 1994/95                     |
| (N) | Neuaufsteiger aus der Türkiye 3. Futbol Ligi 1994/95 |

| Gruppe 3               | Kemerspor | Adanaspor | Şekerspor | Adana Demirspor | Yeni Yozgatspor | Alanyaspor | Beypazarı Belediyespor | Mersinspor |
| ---------------------- | --------- | --------- | --------- | --------------- | --------------- | ---------- | ---------------------- | ---------- |
| Kemerspor              |           | 1:0       | 1:1       | 1:0             | 2:0             | 3:0        | 1:0                    | 2:1        |
| Adanaspor              | 1:3       |           | 2:0       | 2:1             | 0:0             | 2:1        | 1:0                    | 2:0        |
| Şekerspor              | 2:1       | 1:2       |           | 1:0             | 1:0             | 2:0        | 1:0                    | 2:1        |
| Adana Demirspor        | 0:0       | 2:0       | 0:0       |                 | 3:1             | 2:1        | 2:0                    | 2:0        |
| Yeni Yozgatspor        | 1:2       | 2:1       | 0:2       | 0:0             |                 | 1:1        | 0:0                    | 0:0        |
| Alanyaspor             | 1:2       | 1:3       | 3:2       | 2:0             | 0:0             |            | 2:1                    | 2:0        |
| Beypazarı Belediyespor | 3:1       | 1:0       | 2:1       | 2:1             | 1:1             | 0:0        |                        | 1:1        |
| Mersinspor             | 2:2       | 0:1       | 0:1       | 0:1             | 1:2             | 3:1        | 3:1                    |            |

### Gruppe 4
| Pl. | Verein           | Sp. | S  | U  | N  | Tore    | Diff. | Punkte |
| --- | ---------------- | --- | -- | -- | -- | ------- | ----- | ------ |
| 1.  | Çaykur Rizespor  | 32  | 12 | 9  | 11 | 030:370 | −7    | 45     |
| 2.  | Erzurumspor      | 32  | 10 | 13 | 9  | 040:300 | +10   | 43     |
| 3.  | Zonguldakspor    | 32  | 10 | 11 | 11 | 033:420 | −9    | 41     |
| 4.  | Düzcespor        | 32  | 10 | 10 | 12 | 038:430 | −5    | 40     |
| 5.  | Çorumspor        | 32  | 10 | 9  | 13 | 038:410 | −3    | 39     |
| 6.  | Erzincanspor (N) | 32  | 9  | 11 | 12 | 036:470 | −11   | 38     |
| 7.  | Boluspor         | 32  | 9  | 9  | 14 | 045:430 | +2    | 36     |
| 8.  | Orduspor         | 32  | 9  | 8  | 15 | 036:500 | −14   | 35     |

| (N) | Neuaufsteiger aus der Türkiye 3. Futbol Ligi 1994/95 |

| Gruppe 4        | Çaykur Rizespor | Erzurumspor | Zonguldakspor | Düzcespor | Çorumspor | Erzincanspor | Boluspor | Orduspor |
| --------------- | --------------- | ----------- | ------------- | --------- | --------- | ------------ | -------- | -------- |
| Çaykur Rizespor |                 | 0:0         | 1:0           | 1:0       | 1:0       | 2:0          | 2:1      | 0:1      |
| Erzurumspor     | 0:0             |             | 3:0           | 2:0       | 2:0       | 0:0          | 2:0      | 0:0      |
| Zonguldakspor   | 2:1             | 1:0         |               | 1:3       | 1:1       | 2:1          | 1:1      | 1:0      |
| Düzcespor       | 1:0             | 0:0         | 1:1           |           | 0:0       | 4:0          | 0:3      | 2:1      |
| Çorumspor       | 0:1             | 1:4         | 2:0           | 1:0       |           | 2:2          | 1:1      | 1:0      |
| Erzincanspor    | 3:0             | 1:0         | 2:0           | 0:1       | 0:2       |              | 3:1      | 2:1      |
| Boluspor        | 1:0             | 2:4         | 2:2           | 1:2       | 1:0       | 0:0          |          | 4:1      |
| Orduspor        | 0:2             | 2:0         | 2:1           | 2:4       | 2:2       | 1:1          | 1:0      |          |

### Gruppe 5
| Pl. | Verein              | Sp. | S  | U | N  | Tore    | Diff. | Punkte |
| --- | ------------------- | --- | -- | - | -- | ------- | ----- | ------ |
| 1.  | Elazığspor (N)      | 32  | 22 | 3 | 7  | 060:290 | +31   | 69     |
| 2.  | Malatyaspor         | 32  | 16 | 4 | 12 | 053:440 | +9    | 52     |
| 3.  | Şanlıurfaspor (N)   | 32  | 15 | 5 | 12 | 047:440 | +3    | 50     |
| 4.  | Adıyamanspor        | 32  | 13 | 6 | 13 | 045:370 | +8    | 45     |
| 5.  | PTT SK (N)          | 32  | 11 | 6 | 15 | 048:510 | −3    | 39     |
| 6.  | Hatayspor           | 32  | 11 | 6 | 15 | 040:510 | −11   | 39     |
| 7.  | Petrol Ofisi SK (A) | 32  | 6  | 5 | 21 | 039:690 | −30   | 23     |
| 8.  | Kahramanmaraşspor   | 32  | 5  | 6 | 21 | 034:770 | −43   | 21     |

| (A) | Absteiger aus der 1. Lig 1994/95                     |
| (N) | Neuaufsteiger aus der Türkiye 3. Futbol Ligi 1994/95 |

| Gruppe 5          | Elazığspor | Malatyaspor | Şanlıurfaspor | Adıyamanspor | PTT SK | Hatayspor | Petrol Ofisi SK | Kahramanmaraşspor |
| ----------------- | ---------- | ----------- | ------------- | ------------ | ------ | --------- | --------------- | ----------------- |
| Elazığspor        |            | 2:0         | 2:1           | 5:1          | 3:0    | 4:0       | 1:0             | 6:1               |
| Malatyaspor       | 1:0        |             | 0:0           | 0:3          | 3:1    | 3:0       | 4:0             | 5:2               |
| Şanlıurfaspor     | 0:1        | 0:1         |               | 0:2          | 0:0    | 2:1       | 4:0             | 2:3               |
| Adıyamanspor      | 5:1        | 3:2         | 0:1           |              | 1:1    | 1:0       | 5:0             | 4:1               |
| PTT SK            | 2:1        | 1:0         | 2:2           | 0:1          |        | 0:0       | 2:4             | 1:0               |
| Hatayspor         | 1:2        | 7:3         | 2:0           | 0:0          | 1:0    |           | 0:1             | 4:1               |
| Petrol Ofisi SK   | 0:2        | 5:1         | 1:2           | 1:1          | 1:2    | 5:0       |                 | 6:3               |
| Kahramanmaraşspor | 0:2        | 3:2         | 0:2           | 2:0          | 0:0    | 2:3       | 2:1             |                   |

## Play-offs
Viertelfinale
| Datum                     |                 | Ergebnis              |                  | Spielort                |
| ------------------------- | --------------- | --------------------- | ---------------- | ----------------------- |
| 20. Mai 1996 um 14:30 Uhr | Diyarbakırspor  | 2:2 n. V. (3:0 i. E.) | Çaykur Rizespor  | Ankara 19 Mayıs Stadium |
| 20. Mai 1996 um 17:00 Uhr | KDÇ Karabükspor | 2:1                   | Balıkesirspor    | Ankara 19 Mayıs Stadium |
| 21. Mai 1996 um 14:30 Uhr | Elazığspor      | 2:1 n. V.             | Yeni Salihlispor | Ankara 19 Mayıs Stadium |
| 21. Mai 1996 um 17:00 Uhr | Zeytinburnuspor | 3:2 n. V.             | Kemerspor        | Ankara 19 Mayıs Stadium |

Halbfinale
| Datum                     |                | Ergebnis              |                      | Spielort                |
| ------------------------- | -------------- | --------------------- | -------------------- | ----------------------- |
| 22. Mai 1996 um 17:00 Uhr | Diyarbakırspor | 1:1 n. V. (4:3 i. E.) | Kardemir Karabükspor | Ankara 19 Mayıs Stadium |
| 23. Mai 1996 um 17:00 Uhr | Elazığspor     | 0:0 n. V. (5:6 i. E.) | Zeytinburnuspor      | Ankara 19 Mayıs Stadium |

Finale
| Diyarbakırspor                                                | Diyarbakırspor | Zeytinburnuspor | Zeytinburnuspor |
| ------------------------------------------------------------- | --- | --- | --------------- |
| Diyarbakırspor                                                | \| Play-off-Finale \| \| 25. Mai 1996 um 17:00 Uhr in Ankara (Ankara 19 Mayıs Stadium) \| \| Ergebnis: 0:1 n. V. \| \| Schiedsrichter: Ahmet Çakar \| \| Spielbericht \|                                                                        | \| Play-off-Finale \| \| 25. Mai 1996 um 17:00 Uhr in Ankara (Ankara 19 Mayıs Stadium) \| \| Ergebnis: 0:1 n. V. \| \| Schiedsrichter: Ahmet Çakar \| \| Spielbericht \|                                                                                     | Zeytinburnuspor |
| Diyarbakırspor                                                | Erol İlhan – Şeyhmus Suna, Enis Sağsen, Ümit Aktaş (106. Mevlüt Bican), Dursun Yeğen – Ender Özinç, Ramazan Baybatmaz (55. Sertaç Küçükbayrak), Tuncay Köseoğlu – İsmail Demirci (65. Fevzi Gündoğdu), Ümit Davala, Ferhat Savaş Cheftrainer: ? | Ahmet Bulut – Gürses Kılıç, Hasan Yazıcı (116. Kadir Sünnetçiler), Galip Gündoğdu – Soner Ayçiçek, Ercan Yıldız, Reha Kapsal (95. İsmail Güler), Bülent Bilgir, Yusuf Tokuş – Hüsnü Kaçmaz (73. Uğur Kiremitçi), Mehmet Gökhan Terci Cheftrainer: Bahri Kaya | Zeytinburnuspor |
| Diyarbakırspor                                                | 0:1 Yusuf Tokuş (93.) | | Zeytinburnuspor |
| Diyarbakırspor                                                | Ümit Aktaş (101.) | Mehmet Gökhan Terci (86.) | Zeytinburnuspor |
| Diyarbakırspor                                                | Zeytinburnuspor ist durch diesen Sieg in die 1. Lig aufgestiegen. | | Zeytinburnuspor |
| Play-off-Finale                                               | | |                 |
| 25. Mai 1996 um 17:00 Uhr in Ankara (Ankara 19 Mayıs Stadium) | | |                 |
| Ergebnis: 0:1 n. V.                                           | | |                 |
| Schiedsrichter: Ahmet Çakar                                   | | |                 |
| Spielbericht                                                  | | |                 |

## Torschützenliste
Der Türkische Fußballverband (TFF) führte für alle fünf Gruppen der 2. Lig separate Torschützenlisten, bestimmt aber den Torschützenkönig zum Saisonende aus einer einzigen zusammengefügten Torschützenliste.
| Pl. | Nat.   | Spieler         | Verein                 | Tore |
| --- | ------ | --------------- | ---------------------- | ---- |
| 1   | Turkei | Mustafa Kocabey | Çanakkale Dardanelspor | 26   |
| 2   | Turkei | Çetin Limanoğlu | Bakırköyspor           | 22   |
| 3   | Turkei | Halim Okta      | Balıkesirspor          | 21   |
| 3   | Turkei | Suvat Karadağ   | Elazığspor             | 21   |
| 4   | Turkei | Erdoğan Yılmaz  | Sakaryaspor            | 20   |
| 4   | Turkei | Tarkan Özyılmaz | KDÇ Karabükspor        | 20   |
| 5   | Turkei | Süleyman Çay    | Bucaspor               | 19   |
| 6   | Turkei | Burhan Kaba     | Hatayspor              | 18   |
| 6   | Turkei | Sedat Varak     | Mersin İdman Yurdu     | 18   |
| 7   | Turkei | İsmail Demirci  | Diyarbakırspor         | 17   |
| 7   | Turkei | Hamdi Çam       | Şanlıurfaspor          | 17   |
| 8   | Turkei | Erkan Taşdemir  | Konyaspor              | 16   |
| 8   | Turkei | Mesut Üretir    | Adıyamanspor           | 16   |